# Pierre François Charles Augereau
Charles Pierre François Augereau, duca di Castiglione (Parigi, 21 ottobre 1757 – La Houssaye-en-Brie, 12 giugno 1816), è stato un generale francese, maresciallo di Francia con Napoleone Bonaparte.
 Di umili origini e con un turbolento passato nei ranghi dell'esercito, divenne generale durante la Rivoluzione francese.

## Carattere
Acceso militante della fazione rivoluzionaria giacobina, rude e violento, si distinse durante la prima campagna d'Italia e divenne uno dei principali luogotenenti del generale Bonaparte. Nonostante la sua opposizione al colpo di Stato del 18 brumaio venne elevato da Bonaparte a maresciallo dell'Impero e duca di Castiglione per i suoi meriti come generale e partecipò a gran parte delle guerre napoleoniche continuando a mostrare risolutezza, energia e capacità militari.
Avido di ricchezze e titoli, ambizioso e spregiudicato, nella fase finale del periodo napoleonico si dimostrò opportunista e abbandonò Napoleone aderendo alla restaurazione borbonica. L'imperatore, pur lodandone l'energia, il valore e il coraggio in azione dimostrati soprattutto nel periodo iniziale della sua carriera, criticò aspramente a Sant'Elena il maresciallo per la sua defezione nel 1814.

## Biografia

### Primi anni
Nacque in Rue Mouffetard, nel popolare Faubourg Saint-Marceau da famiglia di modestissima cultura e di scarse risorse economiche: la madre gestiva una bancarella di frutta ed il padre faceva il domestico.
Il giovane Augereau non ebbe quindi una educazione colta e completa. Alto, magro, piacente e forte, da ragazzo era amante di tutte le attività fisiche un po' violente, ivi compresa la scherma, e talvolta le scazzottature in piazza. 

### Ingresso nell'esercito ed esperienze da esule
Nel 1774, ad appena diciassette anni, si arruolò nell'esercito francese nel reggimento di fanteria Clare (accozzaglia di Bretoni, Belgi, Irlandesi e altri elementi raccogliticci).
Passò l'anno dopo in un reggimento di dragoni, ma nel 1777, dopo aver ucciso con un colpo di sciabola un giovane ufficiale che l'aveva insultato, disertò e lasciò la Francia. Nei successivi tredici anni divenne uno dei tanti soldati di ventura che vagabondavano da un capo all'altro d'Europa seguendo il rombo del cannone. Andò in Russia, dove si arruolò nell'esercito e combatté contro i Turchi. Disertò e si arruolò nel celebre reggimento di fanteria prussiano comandato dal principe Heinrich. Disertato anche questo esercito, scappò a Dresda dove sbarcò il lunario facendo il maestro di scherma e di danza.
Nel 1781, per celebrare la nascita del nuovo delfino di Francia, il primogenito di Luigi XVI, fu proclamata un'amnistia per tutti i disertori francesi. Così Augereau tornò a Parigi e, nel 1784, poté arruolarsi nel reggimento di cavalleria Royal Bourgogne. L'anno successivo passò ai Carabiniers de Monsieur.
Lasciato l'esercito francese nel 1787 si recò a Napoli ove si arruolò nell'esercito napoletano. A Napoli incontrò Gabrielle Grach, di cui si innamorò perdutamente. Ma il padre di lei rifiutava il matrimonio, così i due fuggirono a Lisbona.
Nel 1790, allo scoppio della Rivoluzione francese, il governo portoghese assunse un atteggiamento sospettoso e diffidente verso tutti i sudditi francesi non residenti. Venne rinchiuso per diversi mesi in prigione fino a quando, su pressione di Gabrielle, il capitano di una nave francese riuscì a farlo scarcerare.

### Le campagne della Rivoluzione
Tornato a Parigi, feroce giacobino, si arruolò nella Guardia nazionale e ne divenne sergente. Privo di istruzione (parlò per tutta la vita il gamin, gergo della Parigi popolana), audace, era posseduto dall'ambizione sfrenata di avanzare nella carriera. Aveva un particolare intuito tattico in battaglia nel capire ove più efficace sarebbe stato l'attacco. Eletto capitano e poi tenente colonnello, partecipò come aiutante di campo del generale Rossignol alla repressione della rivolta vandeana in Bretagna e quindi fu trasferito all'armata dei Pirenei ove fu promosso generale di divisione il 23 dicembre 1793. La sua divisione (6.200 effettivi) fu trasferita all'inizio del 1796 all'armata d'Italia, comandata dal giovane generale Napoleone Bonaparte. Si distinse subito (12 aprile) nella battaglia di Montenotte contro gli austriaci del generale D'Argenteau, il giorno successivo uscì vittorioso da uno scontro con il nemico a Millesimo e quindi pose l'assedio al castello di Cosseria ove si era asserragliato il generale Provera: dopo numerosi, infruttuosi assalti anche Cosseria fu conquistata dal generale francese. Il 25 occupò la città di Alba, dove fu instaurata una repubblica. Cinque giorni dopo Vittorio Amedeo III di Savoia approvava l'armistizio di Cherasco.
Si distinse pochi giorni dopo nella battaglia del ponte di Lodi (10 maggio 1796). Posto l'assedio alla città di Mantova con il collega Sérurier, ne fu distolto da Napoleone e con lui ed il collega Vaubois partecipò alla brevissima campagna contro lo Stato Pontificio. Prese parte all'assalto contro il Forte Urbano, nei pressi di Bologna (23 giugno) ed occupò la città. Con la caduta di questa e delle altre città emiliane e toscane, Pio VI chiese l'armistizio. Sedata una rivolta in Romagna (il cosiddetto sacco di Lugo), Augereau rientrò a combattere contro l'armata austriaca.
Il 3 agosto sconfisse la colonna austriaca del generale Liptay, conquistando la roccaforte di Castiglione delle Stiviere, nell'ambito della Battaglia di Lonato. Due giorni dopo diede un contributo rilevante alla sconfitta del generale austriaco Wurmser presso Castiglione. Partecipò quindi alla battaglia del ponte di Arcole. Qui il 16 novembre fu il primo, seguito dal collega Masséna, ad attraversare l'Adige e ad occupare il villaggio di Porcile, posizione dalla quale avrebbe dovuto conquistare il paese di Villanova in mano agli austriaci di Alvinczy, ma in questo tentativo non ebbe successo, nonostante fosse intervenuto lo stesso Bonaparte, rischiando la vita, a spronare le truppe di Augereau. Il giorno successivo però la posizione di Arcole era conquistata e l'armata di Alvinczy si ritirava su Trento. Il 15 gennaio 1797 attaccò il generale Provera che si stava ritirando su Mantova e gli inflisse perdite per 2.000 unità ma non poté impedirgli di portare il grosso delle sue truppe all'interno della città assediata. Anch'egli partecipò alla prosecuzione dell'assedio della città fino alla sua capitolazione, avvenuta il 2 febbraio.

### L'attività politica
A febbraio del 1797 Napoleone lo inviò a Parigi per consegnare ufficialmente al Direttorio le bandiere conquistate al nemico. Lontano dall'esercito, Augereau si dedicò agli intrighi politici e riuscì ad ottenere nell'agosto il comando della 17ª divisione militare di stanza a Parigi con la quale costituì il braccio armato per il Colpo di Stato del 18 fruttidoro (4 settembre 1797), che epurò con la forza Direttorio e Consiglio dei Cinquecento dagli elementi realisti.
Grazie a questo sostegno ricevette il comando delle armate della Sambre-et-Meuse e del Reno e Mosella, più quella d'Inghilterra ed infine quella del Reno in dicembre. Infine fu inviato a Perpignano ove riuscì a farsi eleggere deputato per il dipartimento dell'Alta Garonna al Consiglio dei Cinquecento.
Oppostosi al colpo di Stato del 18 brumaio, fini con l'allinearsi al nuovo corso della politica consolare e Napoleone lo inviò nei Paesi Bassi come comandante dell'armata di Batavia, massone, nel 1801 è membro della Loggia "Les Enfants de Mars" dell'Aia, ma l'anno seguente fu sostituito dal generale Victor e rimase a lungo privo di incarichi importanti: dopo la pace di Lunéville si ritirò nella sua proprietà terriera presso Melun fino a che fu nominato comandante dell'armata del Portogallo, che tuttavia non fu mai costituita. Ciò lo indusse a riprendere la fronda contro il regime finché Napoleone lo mise a tacere gratificandolo il 19 maggio 1804 dei titoli di Maresciallo dell'Impero e Grand'Ufficiale della Legion d'Onore.

### Di nuovo in armi
Nel 1805 gli fu nuovamente affidato il comando di un Corpo d'Armata di 14.000 effettivi ma non partecipò ad alcuna azione militare importante della Campagna del Danubio, salvo qualche scontro a Costanza e Bregenz, essendogli stato assegnato il compito di assicurare le linee di comunicazione. Nella campagna di Prussia del 1806 gli fu affidato il VII corpo d'armata con il quale si schierò, all'ala sinistra della formazione, dietro il corpo d'armata di Lannes. Partecipò quindi attivamente alla battaglia di Jena (14 ottobre 1806).
L'anno successivo partecipò alla campagna di Polonia. Ad Eylau si comportò con grande valore, il suo corpo d'armata fu decimato durante un assalto ostacolato da una tempesta di neve e lui stesso rimase seriamente ferito al capo. Fu quindi rimandato da Napoleone in Francia per un lungo periodo di convalescenza. Il 19 marzo 1808 ricevette da Napoleone il titolo di Duca di Castiglione. Fu inviato nel 1809 in Catalogna per la campagna di Spagna, ove le sue prime vittorie furono seguite da numerose disfatte e dove si distinse per gravi episodi di crudeltà.
Rientrato in Francia nel medesimo anno, si ritirò dalla vita militare ma nel 1812 Napoleone lo richiamò in servizio per la campagna di Russia affidandogli il XI Corpo d'armata, forte di circa 50.000 uomini, con il compito di costituire una riserva in Germania. Non fu impegnato quindi in Russia ma prese parte nell'ottobre del 1813, come comandante della riserva (IX Corpo d'Armata), alla Battaglia di Lipsia. Il suo comportamento in quella battaglia lasciò parecchio a desiderare, tanto da meritare il rimprovero di Napoleone.
Nel 1814, nel corso della campagna di Francia, ad Augereau fu affidato un corpo d'armata a difesa della città di Lione con il compito ulteriore di interrompere le linee di comunicazione dell'armata di Boemia. Augereau tuttavia, quando già in marzo aveva previsto la caduta di Napoleone, si accordò col generale austriaco Ferdinand Graf Bubna von Littitz per la resa della città, che avvenne il 21 marzo, e si sottomise a re Luigi XVIII.

### La Restaurazione ed i Cento giorni
Augereau fu dapprima inserito da Luigi XVIII nel Consiglio di Guerra, insignito del titolo di Cavaliere di San Luigi e di quello di Pari di Francia, quindi ricevette il comando della 14ª divisione militare di stanza a Caen. Dopo il rientro di Napoleone dall'isola d'Elba, sebbene Augereau avesse pubblicato un roboante ordine del giorno inneggiante al ritorno dell'imperatore, questi non se ne fidò, lo proclamò "traditore della Francia" e gli tolse i titoli di Maresciallo dell'Impero e di Pari di Francia. Alla seconda restaurazione fu riammesso alla Camera dei Pari e nominato membro del Tribunale militare. Al momento di dover giudicare l'ex collega Michel Ney, si dichiarò incompetente. Ritiratosi nella sua tenuta di La Houssaye, vi morì di idropisia.

## Araldica
|  |

|  |